# Strafrechtelijke meerderjarigheid (België)
De strafrechtelijke meerderjarigheid is de leeftijd vanaf dewelke een minderjarige voor een strafbaar feit kan gestraft worden. Deze leeftijd verschilt van land tot land.
In het Belgisch strafrecht is de strafrechtelijke verantwoordelijkheid gekoppeld aan de burgerrechtelijke meerderjarigheid, ieder is strafrechtelijk verantwoordelijk vanaf de leeftijd van achttien jaar. Minderjarigen zijn uitgesloten van het gemene strafrecht, en worden onderworpen aan een uitzonderingsrecht waarin niet de mogelijkheid van repressieve sancties voorzien is. Wel bestaat de mogelijkheid op een uitzonderlijke verlaging van de verantwoordelijkheid tot de leeftijd van zestien jaar via de procedure van de uithandengeving.